# Xiangjiaba (häradshuvudort i Kina, Yunnan Sheng, lat 28,63, long 104,40)
Xiangjiaba (kinesiska: 向家坝, 水富县) är en häradshuvudort i Kina. Den ligger i provinsen Yunnan, i den sydvästra delen av landet, omkring 430 kilometer nordost om provinshuvudstaden Kunming. Antalet invånare är 102 143. Befolkningen består av 48 742 kvinnor och 53 401 män. Barn under 15 år utgör 21,0 %, vuxna 15-64 år 71 %, och äldre över 65 år 7,0 %.
Runt Xiangjiaba är det tätbefolkat, med 297 invånare per kvadratkilometer. Xiangjiaba är det största samhället i trakten. I omgivningarna runt Xiangjiaba växer i huvudsak blandskog.
Genomsnittlig årsnederbörd är 1 369 millimeter. Den regnigaste månaden är juli, med i genomsnitt 279 mm nederbörd, och den torraste är december, med 18 mm nederbörd.